# Willa Karowów

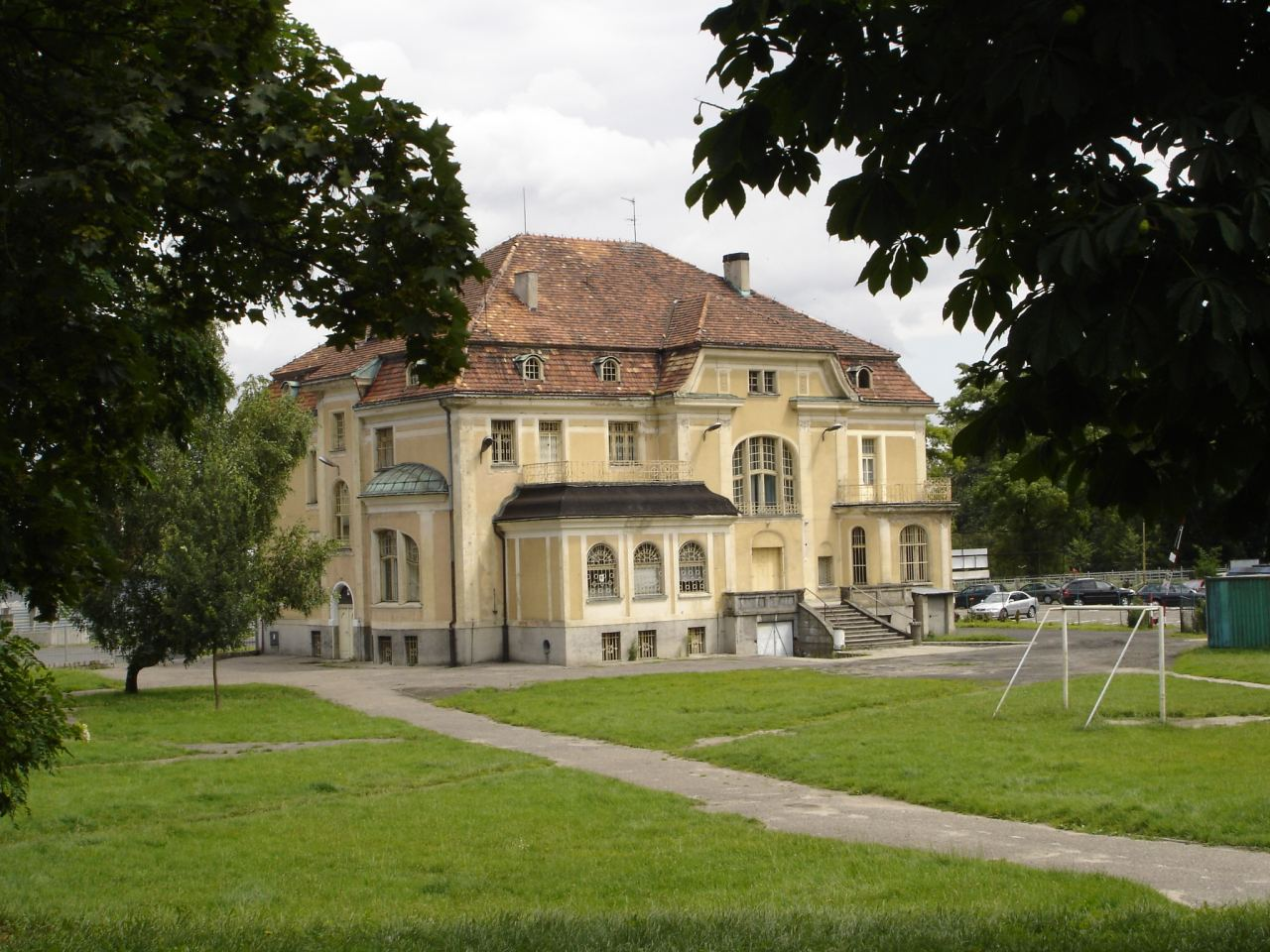
Willa Karowów (2008)

Willa Karowów – willa w Stargardzie zbudowana w 1926, na skraju parku Chrobrego, przy ul. Portowej 3.
Pałac jest budowlą dwukondygnacyjną zbudowaną w 1926 w stylu neorenesansowym jako własność rodziny Karowów. Willa została zaprojektowana przez pobliskiego Wielkiego Nowego Młyna G. Karowa. Pałac uważany jest za najpiękniejszy obiekt rezydencjonalny w mieście. Budynek ocalał w czasie II wojny światowej w stanie nienaruszonym. 
Od 1964 w willi mieści się Młodzieżowy Dom Kultury w Stargardzie.
 Budynek wpisany jest do rejestru zabytków pod nr rej.: A-8 z 19.06.1999